# Итальянская военная миссия в Румынии
Итальянская военная миссия в Румынии (итал. Missione militare italiana in Romania) — официальное представительство итальянских вооружённых сил в Королевстве Румыния в годы Первой мировой войны, действовавшее в рамках союзнических отношений Антанты. Миссия была учреждена после вступления Румынии в войну в августе 1916 года. В её задачи входили поддержание связи между итальянским и румынским командованием, сбор военной и политической информации, инспекция войск на фронте, а также оказание ограниченной помощи в реорганизации румынской армии и предоставление санитарной поддержки.
В отличие от значительно более крупной и влиятельной французской военной миссии генерала Бертло, итальянская миссия была немногочисленной. Её возглавляли последовательно военный атташе, полковник Лучано Фериго, а затем генерал Андреа Пеано. Миссия базировалась сначала в Бухаресте, а после его падения в декабре 1916 года была эвакуирована вместе с румынским правительством в Яссы.
Деятельность миссии включала инспекционные поездки по фронту, оценку боеспособности румынских и русских частей, составление подробных докладов для итальянского Верховного командования, организацию работы итальянского госпиталя Красного Креста, а также приём и репатриацию итальянских военнопленных, бежавших из австро-венгерского плена на румынскую территорию. Отношения с другими союзными миссиями, в частности с французской, не всегда были гладкими из-за различий в оценках ситуации и национальных интересов.
Миссия прекратила свою основную деятельность после того, как Румыния, изолированная после выхода России из войны, была вынуждена подписать сепаратный мир с Центральными державами. Большинство членов миссии были эвакуированы в марте 1918 года через территорию революционной России.

## Предыстория
Внешняя политика Румынии до Первой мировой войны определялась её монархом немецкого происхождения, Каролем I Гогенцоллерн-Зигмарингеном. С 1883 года страна была связана секретным договором с Тройственным союзом, что обуславливалось как экономическими связями с Центральными державами, так и традиционной русофобией, усилившейся после аннексии Россией Бессарабии в 1878 году. Однако этот союз осложнялся проблемой румынского населения в Трансильвании, находившейся под властью Австро-Венгрии и подвергавшегося политике мадьяризации.
С началом войны в августе 1914 года Румыния, несмотря на союзные обязательства, объявила о нейтралитете, во многом последовав примеру Италии. Смерть короля Кароля I в октябре 1914 года и восшествие на престол его племянника Фердинанда I, женатого на проантантски настроенной королеве Марии, способствовали сближению с Антантой. В течение двух лет премьер-министр Йон Брэтиану вёл политику лавирования, торгуя с обеими воюющими сторонами и закупая вооружение в Италии, Франции и Великобритании. Наконец, 17 августа 1916 года в Бухаресте была подписана военная конвенция с Антантой, и 27 августа Румыния объявила войну Австро-Венгрии, начав наступление в Трансильвании.
Итальяно-румынские отношения на высшем уровне были тесными. Короли Виктор Эммануил и Фердинанд поддерживали регулярные контакты, а министр иностранных дел Италии Сидней Соннино лично поздравил премьера Брэтиану со вступлением в войну: «благодаря тесному сотрудничеству союзных армий наши две страны смогут достичь удовлетворения своих соответствующих национальных идеалов». Итальянский посланник барон Фашотти пользовался большим уважением; королева Мария Румынская называла его «очень умным человеком» и «союзником». Тем не менее, итальянское представительство в Румынии было очень небольшим, особенно по сравнению с французским и британским.
Первоначальный румынский план предусматривал массированное наступление в Трансильвании, оставляя южную границу с Болгарией слабо защищённой. Несмотря на эйфорию первых дней, когда румынские войска заняли несколько трансильванских городов, ситуация быстро стала катастрофической. Немецкое верховное командование, сменив Фалькенхайна на тандем Гинденбург-Людендорф, немедленно перебросило на новый фронт закалённые в боях части с западного и восточного фронтов. Как ни парадоксально, командовать этими силами был назначен сам Фалькенхайн.
С этого момента работа итальянского военного атташе в Бухаресте значительно возросла, так как он отправлял в Рим многочисленные сводки о передислокации и состоянии австро-германских войск. Контрудар Центральных держав был нанесён с двух направлений. На юге германо-болгарская армия под командованием фельдмаршала фон Макензена 1 сентября объявила войну и уже 6 сентября захватила крепость Тутракан, взяв в плен около 30 000 румынских солдат. Путь на Бухарест был открыт, а наступление в Трансильвании пришлось срочно остановить.
Одновременно Фалькенхайн нанёс мощный удар в Трансильвании, 26-29 сентября отбив Сибиу и отбросив румын к Карпатским перевалам. В ходе ожесточённых боёв в горах румынская армия, не готовая к реалиям современной войны (авианалётам, газовым атакам), потерпела поражение. 15 ноября пал Тыргу-Жиу, 21 ноября — Крайова. 6 декабря 1916 года войска Макензена вошли в покинутый правительством Бухарест.
Королевская семья, правительство и остатки армии отступили в Молдавию, организовав новую столицу в Яссах. Итальянская военная миссия последовала за ними. Зима 1916-1917 годов стала периодом гуманитарной катастрофы. Глава итальянской миссии полковник Фериго телеграфировал в Рим:

Огромная концентрация населения создала очень плохие условия жизни, не хватает продовольствия, включая самое необходимое, также не хватает дров, хотя леса находятся недалеко, бедные классы страдают от голода и холода. Тревожные лишения в основном являются следствием отсутствия организации и инертности властей, в то время как сохраняющийся дуализм между гражданскими и военными властями препятствует эффективным действиям— 
К этому добавилась эпидемия тифа, унёсшая десятки тысяч жизней. Фронт удалось стабилизировать по реке Сирет при значительной поддержке русских войск. В ходе кампании 1916 года Румыния потеряла 50 000 убитыми, 80 000 ранеными и 110 000 пленными.
В этих условиях началась реорганизация румынской армии, главную роль в которой сыграла многочисленная французская военная миссия (1150 человек) во главе с генералом Бертло. Итальянская миссия, как и другие союзные представительства (британское, американское, сербское, бельгийское), играла вспомогательную роль.

## Организация и состав
Итальянская военная миссия была значительно меньше по размеру и влиянию, чем французская. Первоначально её возглавлял военный атташе, подполковник (позднее полковник) Лучано Фериго. В сентябре 1917 года он был отозван для принятия командования на альпийском фронте, и его сменил генерал Андреа Пеано. В состав миссии входило всего несколько офицеров, среди которых младший лейтенант Русполи (прибыл в Яссы 20 января 1917 года) и капитан Борсарелли (утверждён в составе миссии 25 октября 1917 года). Все итальянские офицеры владели румынским языком, однако в мае 1917 года военный атташе просил прислать специалиста по русскому языку.
Изначально миссия располагалась в Бухаресте. После катастрофического поражения румынской армии, падения столицы 6 декабря 1916 года и отступления в Молдавию, миссия вместе с правительством и дипломатическим корпусом переехала в Яссы, ставшие временной столицей страны.
Итальянская военная миссия в Румынии располагала собственным радиопередатчиком, что делало её важным узлом связи. В ноябре 1917 года, когда революционные события в России прервали телеграфное сообщение, глава итальянской миссии в России генерал Джованни Ромеи обратился к генералу Пеано с просьбой использовать радиостанцию в Яссах для отправки срочных донесений в Италию. С 17 по 20 ноября через эту станцию было передано более десяти радиограмм. Эти сообщения были перехвачены австро-венгерской разведкой, что, по данным австрийских источников, позволило ей полностью взломать главный итальянский военный шифр "Cifrario SI". Вскоре после этого генерал Пеано ввёл ограничения на использование радио, вынудив миссию в России искать альтернативные каналы связи. 

## Деятельность

### Наблюдение и сбор информации
Основной задачей миссии был сбор и передача в Рим информации о военном и политическом положении в Румынии. Главы миссии составляли подробные отчёты для Верховного командования. Так, в сентябре 1917 года полковник Фериго подготовил объёмный доклад «Appunti storici. La Romania nella presente guerra» («Исторические заметки. Румыния в нынешней войне»).
Его преемник, генерал Андреа Пеано, вскоре после прибытия предпринял детальную инспекционную поездку по фронту. Выехав из Ясс 30 сентября 1917 года, он посетил штаб 1-й армии в Бырладе, где, по его словам, ему оказали «более чем радушный приём». Особое внимание он уделил артиллерии, в частности 75-мм батареям. 3 октября в сопровождении румынского генерала Гинеску он наблюдал за комплексом учений: имитацией боя, метанием гранат, атакой на укрепления и «подходом по-бурски». Пеано отметил, что «обучение солдат ведётся с большой тщательностью» по французским уставам, но сделал тонкое наблюдение, что французский парадный шаг «не соответствует чувству и характеру румынского солдата» и, вероятно, будет отменён после войны. Поездка завершилась посещением 2-й армии (Авереску). 
В своём итоговом отчёте Пеано дал высокую, но взвешенную оценку румынской армии после реорганизации:

Подводя итог, можно с уверенностью сказать, что реорганизованная румынская армия с каждым днём становится сильнее, наращивая свой потенциал как в материальном, так и в моральном плане, несмотря на огромные трудности, связанные с острой нехваткой обмундирования и продовольствия. Таким образом, если бы противник предпринял наступление сейчас, ему было бы крайне сложно сломить румынскую армию, которая, со своей стороны, никогда не была так хорошо подготовлена к атакующим действиям, как сегодня. Тем более досадна приостановка этих масштабных усилий по причинам, не зависящим от румынской армии, а именно — из-за положения русских армий, стоящих на её флангах и севернее.— 
Помимо наблюдения, итальянские военные представители принимали непосредственное участие в стратегическом планировании. Вместе с британскими, французскими и русскими коллегами они участвовали в разработке румынского наступления летом 1917 года (битвы при Мэрэшти и Мэрэшешти).

### Санитарная помощь
С началом румынской кампании Италия организовала в Бухаресте госпиталь Красного Креста на 60-70 коек, который разместился в здании Итальянской школы (Scuola italiana). Руководили госпиталем делегаты Красного Креста Энрико Гамбара и Чезаре Фантоли. В качестве медсестёр там служили графиня Мария Лаццарини, баронесса Фашотти (жена итальянского посла) и три сестры милосердия. После падения Бухареста в конце ноября 1916 года госпиталь был эвакуирован в Яссы. Зимой 1916-1917 годов в Молдавии разразилась эпидемия тифа, унёсшая десятки тысяч жизней. Одной из её жертв стала итальянская сестра милосердия Серванта Пуччи.

### Работа с военнопленными
Одной из важнейших задач миссии был приём итальянских военнопленных, бежавших из австро-венгерского плена. Условия содержания итальянцев были особенно тяжёлыми, что подтверждается приказом командования гарнизона Сибиу от 28 июля 1915 года, захваченным румынскими войсками. В приказе говорилось, что, в отличие от русских и сербов, считавшихся «открытыми врагами», Италия — «вероломный союзник», напавший сзади. Поэтому предписывалось:

...по отношению к итальянским пленным следует действовать, строго придерживаясь буквы устава. Следует избегать любого социального контакта с ними... Необходимо сделать так, чтобы каждый итальянский пленный понял по нашему обращению с ним... что мы презираем страну, которая поступила как Италия, и что по этой причине мы не можем обращаться с этими солдатами как с равными.— 
Миссия принимала как беглых солдат, так и освобождённых в ходе боевых действий. В августе 1916 года в Румынию бежали солдаты 6-го полка берсальеров Лодовико Маццини и Джованни Баттиста Далль'Оссо. Позже к ним присоединились и другие, как, например, Меникетти и Горза. Другим, как Энрико Маццони, взятому в плен у Азиаго и переведённому на работы в Трансильванию, повезло быть освобождённым наступающей румынской армией в сентябре 1916 года. Миссия занималась их учётом и репатриацией. Кроме солдат, миссия оказывала помощь и сбежавшим гражданским интернированным лицам.
Отдельное внимание уделялось австрийским военнопленным итальянской национальности («ирредентистам»). Среди них лейтенант Франческо Коломбис предоставил разведданные о падении боевого духа в австрийской армии. Пленные нуждались в срочной помощи. В марте 1917 года около сотни таких пленных были переправлены в Италию через Россию. По свидетельству миссии, они находились «в состоянии крайнего истощения, их одежда в лохмотьях», и без немедленной помощи могли умереть.

## Взаимоотношения с союзниками
Хотя итальянская и французская дипломатия в целом действовали в одном русле, существовали и расхождения. В балканских вопросах, касавшихся противодействия влиянию южных славян и греков, Румыния, отстаивавшая интересы арумынского меньшинства, порой выступала союзником итальянской политики, которая шла вразрез с позицией Франции и Сербии.
Однако по ключевым военным вопросам трения были более заметны. Так, когда Петроград на рубеже 1916–1917 годов настаивал на переводе румынской армии в Россию, Франция категорически этому противилась. В то же время итальянский посланник барон Фашотти занял более примирительную позицию, рекомендуя эвакуацию «из-за их опасного морального состояния, их дезорганизации и необходимости их восстановления в более спокойном регионе».
Личные отношения между представителями миссий также были напряжёнными. Глава французской миссии генерал Анри Бертло считал полковника Фериго «типичным южанином» и был раздражён, по его мнению, вечным унынием итальянских коллег. Этот пессимизм подтверждался донесениями: накануне решающей битвы за Бухарест Фериго уже телеграфировал в Рим, что «ситуация безнадёжна», а посол Франции в Риме регулярно жаловался на упаднический тон в депешах Фашотти.
Кризис в отношениях достиг пика осенью 1917 года после катастрофического поражения итальянской армии при Капоретто. Событие вызвало панику в румынском правительстве, опасавшемся сепаратного мира со стороны Италии. Бертло прямо подозревал, что Фашотти и румынский генерал Александру Авереску ведут «скрытую пропаганду за сепаратный мир», чтобы создать прецедент, который «позволит Италии затем выйти из игры». Сам Фашотти, по свидетельству швейцарского поверенного в делах Гюстава Буассье, объяснял поражение «совершенно невероятными» доводами, возлагая вину на союзников. Его логика, которую Буассье счёл достойной лишь «пожатия плечами», заключалась в том, что итальянцы потерпели поражение, поскольку в одиночку сражались против объединённых сил Германии и Австро-Венгрии.

## Прекращение миссии
Октябрьская революция в ноябре 1917 года и последующий выход России из войны поставили Румынию в безвыходное положение. Отрезанная от союзников и окружённая врагами, она была вынуждена пойти на переговоры. 9 декабря 1917 года в Фокшанах было подписано перемирие. Одним из ключевых требований Центральных держав в ходе последующих мирных переговоров стала высылка иностранных военных миссий, что являлось косвенным признанием их эффективности.
12 марта 1918 года состоялась эвакуация большинства членов союзных миссий. Пять поездов отправились из Ясс в Мурманск через охваченную гражданской войной Россию. Капитан французской миссии описывал один из этих поездов как «шумный Вавилон», который вели итальянские машинисты — бывшие военнопленные, бежавшие на Восточный фронт. Члены итальянской миссии — капитан Борсарелли, Русполи, Норса и младший лейтенант Пеано — благополучно добрались до родины 20 мая. Глава миссии генерал Пеано, однако, остался в Яссах, где германское командование терпимо отнеслось к сохранению небольшого союзного представительства.

## Последствия и оценка
Хотя основная деятельность миссии завершилась с выходом Румынии из войны в мае 1918 года, контекст её работы неразрывно связан с итоговым триумфом страны. 10 ноября 1918 года, за день до перемирия на Западном фронте, Румыния вновь вступила в войну. 1 декабря 1918 года Национальное собрание в Алба-Юлии провозгласило объединение Трансильвании с Румынией, что, вместе с присоединением Бессарабии и Буковины, привело к созданию «Великой Румынии» (România Mare).
По оценке историка Жан-Ноэля Грандома, итальянские дипломаты и члены военной миссии внесли свой «скромный, но не незначительный» вклад в этот успех. Сами участники миссии также высоко оценивали свою роль. Глава миссии, полковник Лучано Фериго, писал в сентябре 1917 года:

Среди союзников Италия заслуживает особого места в памяти. В самые тяжёлые для Румынии моменты она [Италия] энергично старалась ослабить врага, который уже обрушился на малочисленную румынскую армию. Эта помощь могла бы оказаться эффективной, если бы задача состояла лишь в том, чтобы отвлечь от румын несколько вражеских подразделений. Однако румынская армия к тому времени была уже настолько ослаблена, что эта поддержка смогла лишь отсрочить, но не предотвратить катастрофу— 
В долгосрочной перспективе отношения между двумя «латинскими сёстрами» претерпели значительные изменения. Послевоенная Италия, разочарованная итогами войны («изувеченная победа»), примкнула к «ревизионистским» державам. Это привело к тому, что в межвоенный период и во время Второй мировой войны фашистская Италия и Румыния под диктатурой Антонеску вновь стали союзниками, но уже в рамках Оси. Их совместное участие в войне против СССР, в частности в Сталинградской битве, обернулось катастрофой для армий обеих стран.